# Ramiro Rocca
Ramiro Iván Rocca (ur. 22 listopada 1988 w Hughes) – argentyński piłkarz występujący na pozycji napastnika, od 2025 roku zawodnik gwatemalskiego Marquense.